# Карничени (Јаши)
Карничени (рум. Cârniceni) насеље је у Румунији у округу Јаши у општини Циганаши. Oпштина се налази на надморској висини од 64 m.

## Становништво
Према подацима из 2002. године у насељу је живело 1427 становника, од којих су сви румунске националности.